# Bodianus opercularis
Bodianus opercularis là một loài cá biển thuộc chi Bodianus trong họ Cá bàng chài. Loài này được mô tả lần đầu tiên vào năm 1847.

## Từ nguyên
Tính từ định danh của loài trong tiếng Latinh có nghĩa là "được che phủ", hàm ý đề cập đến đốm đen nắp mang của chúng.

## Phạm vi phân bố và môi trường sống
B. opercularis có phạm vi phân bố rải rác tại một số địa điểm ở Ấn Độ Dương: Biển Đỏ; Kenya; Madagascar; Comoros (chưa chắc chắn); Mauritius; đảo Giáng Sinh (Úc).
B. opercularis sống xung quanh những rạn san hô và đá ngầm trên nền đá vụn, được quan sát và thu thập ở độ sâu khoảng từ 32 đến ít nhất là 75 m.

## Mô tả
B. opercularis có chiều dài cơ thể tối đa được ghi nhận là 18 cm. Cá trưởng thành có 3 dải sọc ngang màu đỏ, xen kẽ là các sọc trắng (các dải đỏ dày hơn). Hai sọc đỏ bên dưới hội tụ ở vây đuôi. Có một đốm đen lớn trên nắp mang. Vây bụng màu trắng, thường có vệt đỏ ở những cá thể lớn. Vây hậu môn có dải đỏ ở gốc, nửa ngoài có màu trắng.
Số gai ở vây lưng: 12; Số tia vây ở vây lưng: 9–10; Số gai ở vây hậu môn: 3; Số tia vây ở vây hậu môn: 12; Số tia vây ở vây ngực: 16–17.
B. neopercularis có các đường sọc trắng rất mỏng nên các dải sọc sẽ dày hơn rất nhiều so với B. opercularis. Màu đỏ ở vây hậu môn của B. neopercularis lan rộng gần như hết vây, vùng màu trắng thu hẹp thành một dải viền ở rìa. Tương tự, vệt đỏ trên vây bụng của B. neopercularis lan rộng hơn so với B. opercularis. Vây lưng của B. neopercularis còn có thêm đốm đen ở các gai trước. Đốm đen trên mang của B. neopercularis rất nhỏ và tiêu biến khi chúng lớn lên.

### Trích dẫn
- Martin F. Gomon (2006). "A revision of the labrid fish genus Bodianus with descriptions of eight new species" (PDF). Records of the Australian Museum, Supplement. Quyển 30. tr. 1–133. ISSN 0812-7387.